# Тарасенко, Владимир Андреевич
Влади́мир Андре́евич Тарасе́нко (род. 13 декабря 1991, Ярославль) — российский хоккеист, правый нападающий клуба НХЛ «Миннесота Уайлд». Воспитанник новосибирской хоккейной школы. Двукратный обладатель Кубка Стэнли (2019, 2024). Занимает четвертое место по заброшенным шайбам в НХЛ среди всех действующих российских хоккеистов (после Александра Овечкина, Евгения Малкина и Никиты Кучерова).

## Карьера

### Юность и становление
Сын известного хоккеиста и тренера Андрея Тарасенко. Родился 13 декабря 1991 года в Ярославле, где тогда играл его отец, впоследствии ставший его первым тренером. Заниматься хоккеем начал в Новосибирске, так как отец был постоянно в разъездах по стране. В хоккейную школу его водил дедушка, Владимир Тарасенко-старший, который сам долгое время занимался спортом и руководил ДЮСШ «Чкаловец».
С малых лет Владимир Тарасенко-младший зарекомендовал себя отличным снайпером. В детском и юношеском возрасте был в своей команде лучшим бомбардиром. Несмотря на успешное выступление, его долго игнорировали тренеры юниорской сборной и лишь в 2008 году он впервые появился в её составе.
На клубном уровне Тарасенко-младший начал выступать за фарм-клуб «Сибири» с сезона 2007/2008, к концу которого стал одним из лучших игроков команды. Предсезонную подготовку к чемпионату КХЛ сезона 2008/09 он проводил уже в основном составе.

### «Сибирь»
Владимир дебютировал 3 сентября 2008 года, в игре против московского «Динамо». В первой же смене с первого же касания на 2:43 он забросил шайбу.
В первом сезоне набрал 10 (7+3) очков в 38 играх чемпионата КХЛ 2008/09. Был номинирован на приз лучшему новичку сезона: по итогам голосования занял второе место, уступив вратарю магнитогорского «Металлурга» Илье Проскурякову.
В следующем регулярном чемпионате КХЛ в 42 играх набрал 24 (13+11) очка и стал самым полезным игроком «Сибири» (+10).
В 2010/11 «Сибирь» вышла в плей-офф, а Владимир набрал 19 (9+10) очков. Форвард получил приглашение на матче звёзд КХЛ 2011 в Санкт-Петербурге, но не смог принять в нём участие из-за травмы.
В сезоне 2011/12 Тарасенко провел в тройке с финскими нападающими Йонасом Энлундом и Йори Лехтеря. В 39 матчах он набрал 38 (18+20) очков, а его коэффициент полезности составил +11.

### СКА
13 января 2012 был обменян в петербургский СКА на Вячеслава Солодухина. Всего за команду Тарасенко провёл 15 игр набрав 16 (10+6) очков. Принял участие в матче звёзд КХЛ 2012; одержал победу в конкурсе «Самый эффектный буллит».
2 июня стало известно, что Тарасенко продолжит карьеру в клубе НХЛ «Сент-Луис Блюз».
В связи с локаутом в НХЛ Владимир Тарасенко на время вернулся в СКА, где играл в одной тройке с Ильёй Ковальчуком и Виктором Тихоновым. Звено нападения Ковальчук-Тихонов-Тарасенко стало одним из самых результативных в КХЛ (22 шайбы только за один октябрь). 22 октября 2012 года Тарасенко побил клубный рекорд СКА, набрав очки в 12 матчах подряд (ранее рекорд принадлежал Максиму Сушинскому).

### «Сент-Луис Блюз»
В 2010 году Тарасенко был задрафтован в первом раунде под 16-м номером клубом «Сент-Луис Блюз».
В 2012 году он подписал трёхлетний контракт новичка с «блюзменами». После окончания локаута Тарасенко уехал за океан, где в первом же матче забросил две шайбы в ворота «Детройт Ред Уингз». По итогам января он был признан лучшим новичком месяца в НХЛ. В своём первом сезоне Владимир набрал 19 (8+11) очков в 38 матчах.
В своём втором сезоне Владимир набрал 43 (21+22) очка, разделил четвёртое-пятое место в клубе по голам и третье-четвёртое место по показателю полезности (+20). В шести матчах плей-офф он забросил четыре шайбы и стал лучшим снайпером команды.
С начала сезона 2014/15 Тарасенко стал одним из лидеров клуба, показывая результативную игру. 28 октября 2014 года в матче против «Даллас Старз» он сделал свой первый в НХЛ хет-трик. 16 декабря в матче с «Лос-Анджелесом» форвард оформил второй хет-трик. Гол, забитый Владимиром в ноябре в ворота «Рейнджерс», был признан лучшим голом 2014 года в НХЛ и занял второе место в десятке лучших голов сезона. 25 января 2015 года Тарасенко принял участие в своём первом Матче всех звёзд НХЛ, в котором отметился четырьмя результативными передачами. Сезон Владимир закончил с 73 очками (37+36), он разделил пятое-восьмое места в лиге по заброшенным шайбам, стал десятым по очкам и седьмым по показателю полезности. В составе «Сент-Луиса» он стал первым по голам, очкам и показателю полезности, при этом его количество очков стало лучшим результатом клуба с сезона 2002/03. В шести матчах плей-офф с «Миннесотой» Тарасенко забросил шесть шайб (при этом сделал хет-трик во втором матче серии). Всего за свои первые 12 матчей в плей-офф Владимир забросил десять шайб, став первым игроком за 25 лет с подобным результатом. По итогам сезона 2014/15 Владимир Тарасенко вошёл во вторую сборную всех звёзд НХЛ.
7 июля 2015 года Тарасенко подписал новый контракт с «Блюз» сроком на восемь лет, на общую сумму 60 млн $. В сезоне 2015/16 был лидером нападения «Блюз» и одним из самых результативных форвардов НХЛ, забросив 40 шайб и сделав 34 передачи в 80 матчах. Тарасенко стал четвёртым снайпером лиги: больше него забросили только Александр Овечкин (50), Патрик Кейн (46) и Джейми Бенн (41). По набранным очкам Владимир стал 12-м в НХЛ и лучшим в команде — второй бомбардир «Сент-Луиса» Александр Стин набрал 52 очка в 67 матчах. «Сент-Луис» занял второе место в Восточной конференции. В первом раунде плей-офф «блюзмены» в семи матчах переиграли обладателя Кубка Стэнли предыдущего сезона «Чикаго Блэкхокс» (Тарасенко набрал в этой серии шесть очков), во втором раунде также в семи матчах ими был остановлен победитель Восточной конференции «Даллас» (пять очков Тарасенко). Финал конференции против «Сан-Хосе Шаркс» завершился со счетом 2-4. Тарасенко в этих встречах забросил две шайбы.
В сезоне 2016/17 Тарасенко вновь стал лучшим бомбардиром и снайпером команды и помог команде пробиться в плей-офф. В плей-офф «Сент-Луис» проиграл во втором раунде «Нэшвилл Предаторз» 2-4 в серии, а Владимир отметился тремя шайбами (одна победная) и тремя передачами.
В сезоне Сезон 2017/18 Владимир впервые за чеытыре года не стал лучшим бомбардиром команды, уступив лидерство Брэйдену Шенну (70 очков). «Сент-Луис» не смог пробиться в плей-офф. При этом в решающем и последнем матче сезона, в котором «Блюз» играли против «Колорадо Эвеланш» (достаточно было не проиграть в основное время, чтобы пробиться в плей-офф), Тарасенко получил травму руки и провёл на площадке лишь 2 мин 20 сек.
В сезоне 2018/19 Владимир впервые в своей карьере выиграл Кубок Стэнли, забросив в розыгрыше кубка 11 шайб и отдав пять голевых передач. В августе 2019 Владимир Тарасенко привез Кубок Стэнли в Новосибирск.
В сезонах 2019/20 и 2020/21 из-за травмы Тарасенко играл мало, проведя в сумме всего 34 матча в регулярном чемпионате.
В сезоне 2021/22 оправился от травм, сумел вернуться на свой уровень и впервые в карьере в НХЛ преодолел отметку 80 очков за сезон: в 75 матчах Тарасенко набрал 82 очка (34+48). По ходу сезона стал 11-м россиянином в НХЛ, забросившим 250 шайб в регулярных чемпионатах. В плей-офф в 12 матчах набрал 9 очков (6+3), но «Сент-Луис» вылетел во втором раунде.
Первую половину сезона 2022/23 Тарасенко провёл в составе «Блюз», где в 38 матчах набрал 29 (10+19) очков и был приглашён на матч всех звёзд.

### «Нью-Йорк Рейнджерс»
После перерыва в чемпионате, 9 февраля, Тарасенко и его одноклубник Нико Миккола были обменяны в «Нью-Йорк Рейнджерс» на Сэмми Блэя, Хантера Скиннера и два условных драфт-пика. За новый клуб Тарасенко дебютировал 10 февраля 2023 года в матче против «Сиэтл Кракен», в котором отметился заброшенной шайбой на 3-й минуте встречи.
По итогам сезона в составе «Рейнджерс» Тарасенко сыграл 31 игру в регулярном чемпионате, набрав 21 (8+13) очко и семь игр в плей-офф, записав на свой счёт четыре (3+1) очка.
После того, как «Рейнджерс» не смогли пройти «Девилз», в первом же раунде плей-офф Кубка Стэнли уступив в серии со счётом 3-4, Владимир стал свободным агентом и начал искать новый клуб.

### «Оттава Сенаторз»
28 июля 2023 года «Оттава Сенаторз» объявила о подписании контракта с Владимиром Тарасенко. Контракт рассчитан сроком на один год и кэпхитом в 5 млн $.
11 января 2024 года забросил шайбу в ворота «Баффало» и набрал своё 600-е (279+321) очко в регулярных сезонах НХЛ, проведя 710 матчей. Тарасенко стал 17-м российским хоккеистом в НХЛ, набравшим 600 очков. Всего в сезоне 2023/24 сыграл за «Оттаву» 57 матчей и набрал 41 очко (17+24).

### «Флорида Пантерз»
6 марта 2024 года был обменян во «Флориду Пантерз» на несколько поздних выборов на драфтах. Клуб подписал Тарасенко в качестве усиления перед плей-офф, он забросил пару важнейших шайб: в шестом матче с «Нью-Йорк Рейнджерс» и в третьей игре с «Эдмонтоном». В седьмом матче финальной серии плей-офф «Флорида» обыграла «Эдмонтон» (2:1) и завоевала главный трофей НХЛ. 32-летний Тарасенко (5+4 в 24 матчах в плей-офф) стал пятым российским игроком, кому удалось завоевать Кубок Стэнли с разными командами (ранее это удавалось Сергею Зубову, Сергею Немчинову, Олегу Твердовскому и Ивану Барбашёву). Тарасенко вышел на 11-е место по матчам в плей-офф НХЛ и на пятое место по заброшенным шайбам среди всех российских хоккеистов.

### «Детройт Ред Уингз»
3 июля 2024 года Тарасенко подписал двухлетний контракт с «Детройт Ред Уингз» на общую сумму в 9,5 миллиона долларов. 10 октября 2024 года, в дебютной игре за «Ред Уингз» в НХЛ, отметился шайбой в ворота «Питтсбурга». 29 ноября впервые набрал 2 очка за «Детройт» — 1+1 в игре против «Девилз».

### «Миннесота Уайлд»
«Миннесота Уайлд» получила права на Тарасенко в результате обмена с «Детройт Ред Уингз», сообщают клубы в соцсети X. Действующий двухлетний контракт  рассчитан до конца сезона 2025/26, по нему он получит 4,75 млн долларов в год.

### Сборная
Владимир Тарасенко играл за юношескую сборную России на юниорском чемпионате мира 2009 года, где вошёл в символическую тройку лучших игроков турнира и стал лучшим бомбардиром сборной России, забив восемь шайб и сделав семь передач. В 2010 году Владимир был членом сборной России на молодёжном чемпионате мира 2010 года, где в шести играх набрал пять очков (забросил четыре шайбы и сделал одну голевую передачу), при этом сборная выступила неудачно, заняв шестое место.
На молодёжном чемпионате мира 2011 года Владимир был капитаном сборной и принял участие в семи матчах, набрав 11 очков (второе-третье места в списке бомбардиров). Вместе с командой он стал чемпионом мира, забив третий гол канадцам в драматичном финале, когда сборная России, проигрывая после второго периода 0:3, смогла переломить ход игры и выиграть 5:3.
В апреле того же 2011 года впервые был вызван во взрослую сборную на товарищеские игры и последний этап Еврохоккейтура. Однако с первой попытки громко заявить о себе не получилось: за пять сыгранных матчей он смог лишь однажды поразить ворота в товарищеской игре со сборной Италии. В составе сборной России принимал участие в чемпионате мира 2011 года. Забил последнюю шайбу в матче за третье место, однако для победы её не хватило.
На победный чемпионат мира 2012 года Владимир отправился вместе с командой, но участия в соревнованиях принять не сумел, так как тренерский штаб сборной России не включил его в окончательную заявку на турнир. Главный тренер сборной России Зинэтула Билялетдинов объяснил своё решение плохой готовностью игрока к предстоящему турниру. После прибытия Александра Овечкина и Александра Сёмина Тарасенко покинул расположение команды в Стокгольме, окончательно потеряв шансы на попадание в состав команды.
Выступал в составе сборной России на Олимпиаде 2014 в Сочи, в пяти матчах набрал одно очко (сделал одну голевую передачу). В чемпионате мира 2014 года игрок участия не принял из-за не до конца залеченной травмы. Наконец, на чемпионате мира 2015 года он впервые стал обладателем наград со взрослой сборной, получив серебряные медали. В девяти матчах турнира Владимир набрал семь очков (4+3).

## Вне льда
1 июля 2015 года женился на Яне Бесединой, у которой от предыдущего брака есть сын Марк. 17 мая 2016 года у пары родился сын Александр. В июне 2019 года у пары родился второй сын Артём.
23 июня 2016 года стал лицом компьютерной игры NHL 17 от студии Electronic Arts.

## Статистика
| Легенда | Легенда                    | Легенда | Легенда                   | Легенда | Легенда    |
| ------- | -------------------------- | ------- | ------------------------- | ------- | ---------- |
| И       | Количество проведённых игр | Штр     | Штрафное время            | +/−     | Плюс-минус |
| Г       | Голы                       | П       | Голевые передачи          | О       | Очки       |
| -       | Статистика неизвестна      | —       | Статистика не учитывалась |         |            |

## Достижения
| Год  | Команда         | Достижение                                   |
| ---- | --------------- | -------------------------------------------- |
| 2009 | Россия (юниор.) | Серебряный призёр юниорского чемпионата мира |
| 2011 | Россия (мол.)   | Победитель молодёжного чемпионата мира       |
| 2015 | Россия          | Серебряный призёр чемпионата мира            |

| Год  | Команда         | Достижение                          | Достижение |
| ---- | --------------- | ----------------------------------- | ---------- |
| 2019 | Сент-Луис Блюз  | Обладатель Приза Кларенса Кэмпбелла |            |
| 2019 | Сент-Луис Блюз  | Обладатель Кубка Стэнли             |            |
| 2024 | Флорида Пантерз | Обладатель Кубка Стэнли(2)          |            |

| Год  | Команда | Достижение           |
| ---- | ------- | -------------------- |
| 2012 | Сибирь  | Участник матча звёзд |

| Год                    | Команда        | Достижение                                     |
| ---------------------- | -------------- | ---------------------------------------------- |
| 2015, 2016, 2017, 2023 | Сент-Луис Блюз | Участник матча всех звёзд (4)                  |
| 2015, 2016             | Сент-Луис Блюз | Попадание во вторую сборную всех звёзд НХЛ (2) |

| Год  | Команда         | Награда                                                   |
| ---- | --------------- | --------------------------------------------------------- |
| 2009 | Россия (юниор.) | Попадание в Сборную всех звёзд юниорского чемпионата мира |